# 손창민
손창민(孫暢敏, 1965년 4월 24일 ~ )은 대한민국의 배우다.
1971년 영화 《봄 여름 가을 그리고 겨울》로 아역 배우로 데뷔하였다. 어린 시절 서울 성북구에서 신성일이 영화 촬영하는 곳에 우연히 구경을 갔다가 귀엽다고 출연해 보라는 권유로 처음 영화를 찍게 된 것이 계기이다. 이후 TV 드라마와 영화에서 아역 연기자로 활동했으며, 1983년 KBS 1TV 드라마 《고교생 일기》로 큰 인기를 얻으며 80년대 하이틴 스타로 이름을 날렸다.
MBC 드라마 《국희》 이후 한동안 영화에만 매진해 오다가 2003년 SBS 《요조숙녀》로 브라운관에 복귀를 했다. 현재 꾸준히 활발한 연기 활동을 펼치고 있는 아역 출신으로는 성공한 몇 안되는 배우 중 한 명이다.

## 학력
- 서대문중학교 졸업
- 경복고등학교 졸업
- 중앙대학교 연극영화학 학사
- 중앙대학교 신문방송대학원 언론학 석사

## 연기 활동

### 텔레비전 드라마
- 1975년 KBS1 어린이 명작극장 《소공자》 ... 소공자 역
- 1976년 MBC 어린이연속극 《황금부처의 비밀》 ... 두식 역
- 1976년 MBC 어린이연속극 《달려라 삼총사》 ... 박준 역
- 1976년 MBC 어린이연속극 《철이의 모험》
- 1977년 MBC 어린이연속극 《특파원 001》
- 1977년 MBC 주말연속극 《후회합니다》 ... 이상수 역
- 1978년 MBC 어린이연속극 《X 수색대》 ... 오별똥 역
- 1978년 MBC 어린이연속극 《범바윗골의 비밀》 ... 모돌 역
- 1978년 MBC 어린이연속극 《우주탐험대》 ... 루카 왕자 역
- 1979년 MBC 어린이연속극 《무지개 타는 아이들》
- 1979년 MBC 어린이연속극 《오똑이분대》 ... 다섯째 김철민 역
- 1980년 MBC 일일연속사극 《고운님 여의옵고》
- 1983년 ~ 1986년 KBS1 청소년드라마 《고교생 일기》 ... 성민 역
- 1983년 KBS1 특집드라마 《하늘은 알고있다》
- 1984년 KBS1 일일연속극 《사랑하는 사람들》
- 1986년 MBC 창사특집극 《젊은 날의 초상》 ... 이영훈 역
- 1987년 MBC 주간연속극 《도시의 얼굴》 ... 박형섭의 막내아들 박현우 역
- 1987년 MBC 단막극 《MBC  베스트셀러극장 - 흐르는 북》
- 1987년 KBS2 청춘드라마 《사랑이 꽃피는 나무》 ... 성훈 역
- 1988년 KBS1 서울 올림픽 기념 한국고전시리즈 《춘향전》 ... 이몽룡 역
- 1990년 KBS2 미니시리즈 《빙점》
- 1990년 KBS2 미니시리즈 《겨울 나그네》 ... 민우 역
- 1990년 MBC 특별기획드라마 《조선왕조500년 대원군》 ... 청년 백야 김좌진 역
- 1991년 KBS2 수목미니시리즈 《가을꽃 겨울나무》 ... 기훈 역
- 1991년 KBS2 월화드라마 《3일의 약속》
- 1991년 MBC 농촌드라마 《전원일기》
- 1992년 SBS 6.25특집극 《우리 작은 아버지》
- 1993년 KBS1 일일연속극 《들국화》 ... 민수 역
- 1994년 SBS 월화드라마 《작별》 ... 박인서 역
- 1995년 MBC 주말연속극 《사랑과 결혼》 ... 이강현 역
- 1995년 KBS2 수목미니시리즈 《바람의 아들》 ... 권유승 역
- 1996년 SBS 드라마스페셜 《사랑의 이름으로》 ... 이정우 역
- 1997년 MBC 미니시리즈 《의가형제》 ... 강릉병원 흉부외과 과장 후임 병원장 김준기 역
- 1997년 MBC 수목드라마 《내가 사는 이유》 ... 박진구 역
- 1997년 KBS2 납량기획드라마 《전설의 고향 - 1997년》 ... 〈5월에 내리는 서리〉
- 1997년 KBS2 일요아침드라마 《세 여자》 ... 문경의 오빠 송세재 역
- 1997년 MBC 미니시리즈 《복수혈전》 ... 이현수 역
- 1998년 MBC 주말연속극 《마음이 고와야지》 ... 김태준 역
- 1998년 MBC 미니시리즈 《추억》 ... 민형준 역
- 1998년 MBC 미니시리즈 《애드버킷》 ... 진형만 법률사무소 김민규 변호사 역
- 1999년 MBC 주말연속극 《장미와 콩나물》 ... 최영대 역
- 1999년 MBC 특별기획드라마 《국희》 ... 경무대 경제수석비서관 최민권 역
- 2003년 SBS 드라마스페셜 《요조숙녀》 ... 문동규 역
- 2005년 SBS 월화드라마 《불량 주부》 ... 구수한 역
- 2005년 MBC 특별기획 주말드라마 《신돈》 ... 신돈 역
- 2007년 OCN 미니시리즈 《키드 갱》 ... 강거봉 역
- 2008년 MBC 주말연속극 《천하일색 박정금》 ... 정용준 역
- 2010년 MBC 수목미니시리즈 《로드 넘버원》 ... 오종기 중사 역
- 2010년 MBC 일일연속극 《폭풍의 연인》 ... 이태섭 역
- 2011년 KBS2 수목드라마 《영광의 재인》 ... 서재명 역
- 2012년 MBC 창사51주년 특별기획드라마 《마의》 ... 이명환 역
- 2013년 JTBC 미니시리즈 《무정도시》 ... 민홍기 역
- 2013년 MBC 일일연속극 《오로라 공주》 ... 오금성 역
- 2014년 SBS 주말극장 《기분 좋은 날》 ... 남궁영 역
- 2014년 MBC 월화특별기획드라마《오만과 편견》 ... 정창기 역
- 2015년 KBS2 수목드라마 《착하지 않은 여자들》 ... 이문학 역
- 2015년 MBC 특별기획 주말드라마 《내 딸, 금사월》 ... 강만후 역
- 2017년 SBS 특별기획 《언니는 살아있다》 ... 구필모 역
- 2017년 SBS 월화드라마 《엽기적인 그녀》 ... 휘종 역
- 2018년 SBS 드라마스페셜 《황후의 품격》 ... 구필모 역 (특별 출연)
- 2019년 JTBC 월화드라마 《꽃파당: 조선혼담공작소》 ... 윤동석 역 (특별 출연)
- 2020년 tvN 월화드라마 《청춘기록》 ... 안승조 역
- 2022년 디즈니+ 수요드라마 《너와 나의 경찰수업》 ... 위기용 역
- 2022년 KBS2 일일드라마 《태풍의 신부》 ... 강백산 역(†) (본작의 메인 빌런이자 최종 보스)
- 2025년 KBS1 일일드라마 《대운을 잡아라》 ... 한무철 역

### 영화
- 1972년 《봄 여름 가을 그리고 겨울》
- 1972년 《의사 안중근》
- 1972년 《결혼반지》
- 1972년 《아들 딸 찾아 천리길》
- 1972년 《모정에 우는 두 아들》
- 1973년 《딸부자집》
- 1973년 《천사의 분노》 ... 이승복 역
- 1973년 《엄마 결혼식》
- 1974년 《소띠 아저씨》
- 1974년 《암살지령》
- 1974년 《잊지 못할 모정》
- 1975년 《동거인》
- 1976년 《어머니와 아들》
- 1976년 《핏줄》
- 1978년 《어딘가에 엄마가》 ... 혁 역
- 1978년 《꽃신》
- 1985년 《내사랑 짱구》 ... 진호 역
- 1985년 《고래사냥 2》 ... 병태 역
- 1989년 《개그맨》 ... 탈영병 역
- 1990년 《추락하는 것은 날개가 있다》 ... 임형빈 역
- 1991년 《낙타는 따로 울지 않는다》 ... 박준 역
- 1991년 《은마는 오지 않는다》 ... 석구 역
- 1992년 국군홍보영화 《기상나팔》 ... 김준영 훈련병 역
- 1993년 《사랑하고 싶은 여자 & 결혼하고 싶은 여자》 ... 현우 역
- 1994년 《아주 특별한 변신》 ... 김진우 역
- 1994년 《무거운 새》 ... 오지섭 역
- 1997년 《불새》 ... 민섭 역
- 1997년 《박대박》 ... 산부인과 의사 역(특별 출연)
- 2002년 《정글 쥬스》 ... 민철 역
- 2003년 《트라이 (T.R.Y.)》(일본) - 박창익(조선인) 역
- 2004년 《맹부삼천지교》 ... 최강두 역
- 2004년 《나두야 간다》 ... 윤만철 역
- 2007년 《상사부일체》 ... 영동파 큰형님 '상중' 역
- 2007년 《마을금고 연쇄습격사건》 ... 유니세프 홍보대사 역(특별 출연)
- 2009년 《정승필 실종사건》 ... 김 형사 역

## 연기 외 활동

### 텔레비전 프로그램
- 1976년 MBC 《76년을 빛낸 어린이》
- 1985년 KBS2 《젊음의 행진》 ... MC
- 1987년 MBC 《토요일 토요일은 즐거워》 ... MC
- 1987년 MBC 《MBC 강변가요제》 ... MC
- 1993년 MBC 《일요일 일요일 밤에 - 시네마천국》 ... 모차르트 역
- 1993년 MBC 《일요일 일요일 밤에 - 영자의 방》 ... 영구 역
- 1994년 KBS1 《체험 삶의 현장》 (5월 23일)
- 1995년 KBS2 《밤과 음악 사이》 (11월 8일)
- 1995년 MBC 《이야기쇼 열린 아침》 (12월 27일)
- 1996년 KBS1 《TV는 사랑을 싣고》 (3월 1일) ... 손창민의 14살에 만난 첫사랑 간호사 누나 최명숙을 찾습니다
- 1997년 SBS 《TV 특급 일요일이 좋다》 ... MC
- 1999년~2001년 iTV 경인방송 《손창민 김원희의 3일간의 사랑》 ... MC
- 2004년 KBS2 《해피투게더 - 쟁반노래방》 (122회, 3월 11일 / 학교 가는 길)
- 2004년 MBC 《유재석 김원희의 놀러와》 (4회, 5월 29일)
- 2005년 SBS 《김승현 정은아의 좋은 아침》 (2,100회, 4월 21일)
- 2005년 SBS 《김용만 신동엽의 즐겨찾기》 (55회, 5월 24일)
- 2005년 SBS 《야심만만 만명에게 물었습니다》 (115회, 6월 6일)
- 2005년 MBC 《스타스페셜 생각난다》 (7회, 12월 5일)
- 2007년 SBS 《야심만만 만명에게 물었습니다》 (211회, 5월 14일)
- 2007년 SBS 《야심만만 만명에게 물었습니다》 (227회, 9월 3일)
- 2007년 MBC 《지피지기》 (15회, 9월 10일)
- 2007년 MBC 《환상의 짝꿍》 (17회, 9월 16일)
- 2007년 SBS 《일요일이 좋다 - 옛날 TV》 (14회, 9월 16일)

### 뮤직비디오
- 2002년 god - 〈편지〉

### 광고
- 인디에프 트루젠(with 이승연)
- 애경산업 동의생금치약
- 삼성건설 삼성아파트
- 1985년 도투락(펜팔콘, 도투락 우유)
- 1986년 국순당L&B 스파쿨러(with 김도연)
- 1987년 ~ 1989년 해태제과(액션큐, 에이스 크래커, 콘스낵, 허쉬 초콜렛 "미스터 굿바", 피켄조이, 에이스 크래커)
- 1990년 ~ 1993년 동서식품 맥스웰 캔커피
- 1990년 SK하이닉스 블랙스타
- 1996년 LG전자 프리웨이(with 박중훈, 정보석)
- 1997년 새정치국민회의 기호 2번 김대중
- 2000년 DB손해보험
- 2000년 GS SHOP
- 2005년 현대스위스상호저축은행(with 김선아, 이훈)
- 2005년 대웅제약 우루사
- 2005년 ~ 2009년 피죤 무균무때
- 2005년 매일유업 두유로 굿모닝(with 이영유)
- 2006년 현대해상 하이라이프
- 2008년 피죤 휴메이드
- 2012년 일광그룹 기업 광고
- 2020년 한국투자신탁 미니스탁

## 수상 및 후보
| 연도 | 시상식                   | 부문                                    | 작품                         | 결과 |
| ---- | ------------------------ | --------------------------------------- | ---------------------------- | ---- |
| 1971 | 제10회 대종상            | 아역상                                  | 빈칸                         | 수상 |
| 1978 | MBC 연기대상             | 아역상                                  | X 수색대                     | 수상 |
| 1985 | 제21회 백상예술대상      | TV부문 남자 신인연기상                  | 고교생 일기, 사랑하는 사람들 | 수상 |
| 1986 | KBS 연기대상             | 남자 우수연기상                         | 빈칸                         | 수상 |
| 1990 | 제26회 백상예술대상      | 영화부문 인기상                         | 추락하는 것은 날개가 있다    | 수상 |
| 1990 | 제28회 대종상            | 남우주연상                              | 추락하는 것은 날개가 있다    | 후보 |
| 1990 | KBS 연기대상             | 남자 인기상                             | 사랑이 꽃피는 나무           | 후보 |
| 1992 | 이서시티-이-포폴리영화제 | 남자배우상                              | 빈칸                         | 수상 |
| 1997 | MBC 연기대상             | 남자 최우수연기상                       | 의가형제, 내가 사는 이유     | 후보 |
| 1998 | MBC 연기대상             | 남자 최우수연기상                       | 추억, 애드버킷               | 수상 |
| 1998 | MBC 연기대상             | 대상                                    | 추억, 애드버킷               | 후보 |
| 1999 | 제12회 그리메상          | 최우수남자연기상                        | 국희                         | 수상 |
| 1999 | MBC 연기대상             | 남자 최우수연기상                       | 국희, 장미와 콩나물          | 수상 |
| 2002 | 제1회 대한민국 영화대상  | 남우조연상                              | 정글 쥬스                    | 후보 |
| 2005 | MBC 연기대상             | 연기자부문 특별상                       | 신돈                         | 수상 |
| 2005 | SBS 연기대상             | 드라마스페셜부문 남자 연기상            | 불량 주부                    | 수상 |
| 2005 | SBS 연기대상             | 남자 최우수연기상                       | 불량 주부                    | 후보 |
| 2006 | MBC 연기대상             | 남자 최우수연기상                       | 신돈                         | 후보 |
| 2011 | KBS 연기대상             | 남자 조연상                             | 영광의 재인                  | 후보 |
| 2012 | MBC 연기대상             | 특별기획부문 남자 최우수연기상          | 마의                         | 후보 |
| 2015 | MBC 연기대상             | 특별기획부문 남자 우수연기상            | 내 딸, 금사월                | 수상 |
| 2017 | SBS 연기대상             | 일일 & 주말드라마부문 남자 최우수연기상 | 언니는 살아있다              | 수상 |
| 2022 | KBS 연기대상             | 일일드라마부문 남자 우수연기상          | 태풍의 신부                  | 후보 |

## 참고 사항
- MBC 《허준》, 《황금시대》, 《상도》, KBS 1TV 《초원의 빛》, KBS 2TV 《명성황후》 등에서 섭외가 왔지만 모두 고사했다고 알려졌다.